# William Cunnington

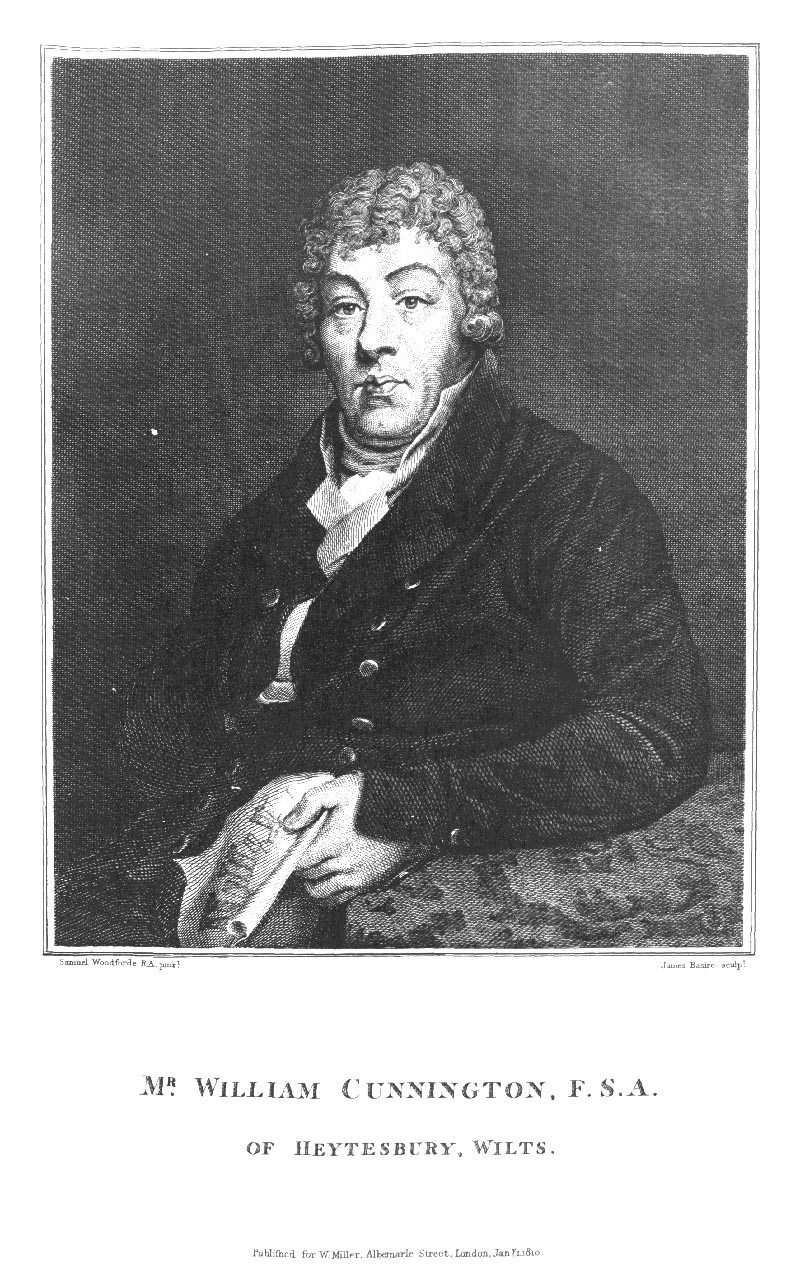
William Cunnington

William Cunnington (* 1754 in Heytesbury, Wiltshire; † 31. Dezember 1810) war ein britischer Archäologe. Er war ein Tuchhändler aus Heytesbury in Wiltshire. Nachdem ihm sein Arzt empfohlen hatte, mehr Zeit an der frischen Luft zu verbringen, begann er mit der Ausgrabung der prähistorischen Grabhügel in der Ebene von Salisbury.

## Leben
1800 grub er den frühneolithischen Langhügel von Heytesbury North Field und King Barrow bei Boreham bei Warminster aus, in den nächsten acht Jahren sollten 17 andere Grabhügel folgen, darunter der Bush Barrow. Der örtliche Parlamentsabgeordnete H. P. Wyndham und später der Antiquar Richard Colt Hoare aus Stourhead finanzierten die Grabungen. Die Unterlagen über seine Grabungen sind weitgehend verloren gegangen, seine Briefe an Wyndham und Hoare wurden aber in Abschriften seiner Töchter überliefert. Sie enthielten nicht nur Beschreibungen der Grabhügel, und der in ihnen gemachten Bestattungen und Funde, sondern auch einige Skizzen. Hoare publizierte einige Ergebnisse Cunningtons in seinem zwischen 1810 und 1812 in mehreren Lieferungen erschienenen Buch „Ancient Wiltshire“.
Auch Cunningtons Enkel Robert Henry Cunnington arbeitete als Archäologe, ebenso sein Urenkel Ben Cunnington und dessen Ehefrau Maud Cunnington.

## Interpretation
William Stukeley, der einen Langhügel in Normanton Down ausgegraben hatte – vermutlich Wilsford South 13 –, hatte diesen und vergleichbare Monumente als Gräber von Erz-Druiden interpretiert. Wyndham hielt die Langhügel für die Gräber im Kriege getöteter sächsischer Häuptlinge und, in seltenen Fällen wie Boles Barrow, der zahlreiche Skelette enthielt, ihres Gefolges, die in der Schlacht unterlegen waren. Er prägte daher die Bezeichnung der Schlacht-Hügel („Battle-Barrows“).
Cunnington bezweifelte dagegen, dass die großen Monumente, manchmal mit einem Steinpflaster oder Steineinbauten, von den Siegern errichtet wurden, nur, um besiegte Feinde zu bestatten. Die meist geringe Zahl der Skelette und die zahlreichen Tierknochen ließen ihn aber auch an einer Bedeutung als Familiengräber zweifeln.
William Cunnington identifizierte 1819 den Dorset cursus in Cranbourne Chase.

## Methoden
Cunnington hatte wenig Vorbilder für seine Forschungen.
Er untersuchte die Hügel durch lange Gräben, die er zuerst durch die Mitte der Hügel legte. Im King-Barrow verwendete er einen T-förmigen Schnitt, bei dem die Arme des T der Achse des Hügels folgten. Später erkannte er, dass die Bestattung meist im Osten des Hügels lag und veränderte die Lage seines Schnittes entsprechend sowie grub einige der bereits untersuchten Hügel erneut aus.
Er bediente sich bereits in Ansätzen stratigraphischer Methoden und unterschied zwischen Primär- und Sekundärbestattungen. Wie er feststellte, hatten die Sekundärbestattungen oft Beigaben aus Metall, die Erstbestattungen dagegen nicht.

## Sammlung
Cunnington bewahrte seine Funde im Moss House auf seinem Besitz in Heytesbury auf. Dort waren die Funde nach Fundorten und Grabhügeln geordnet. Nach dem Tode Cunningtons wurde die Sammlung 1818 für beachtliche £200 an Richard Colt Hoare verkauft. Nach dessen Tod 1838 wurde Hoares Stourhead-Sammlung sehr vernachlässigt. 1878 wurde die Sammlung an das Museum in Devizes ausgeliehen, 1883 erstand sie die Wiltshire Archaeological and Natural History Society mit Spendenmitteln für 250 £.

## Grabungen
- Amesbury 10a, 14
- Boles Barrow (1801)
- Bratton Long Barrow
- Corton
- Durrington 63
- Heytesbury North Field (1800, 1804)
- King Barrow (1800, 1809)
- Knook
- Sherrington Long Barrow
- Tilshead Old Ditch Long Barrow (1802)
- Tilshead Lodge Long Barrow
- White Barrow
- Wilsford 30
- Winterbourne Stoke 53